# Lomná (râu)
Lomná (în poloneză Łomna) este un râu din Cehia, afluent de stânga al râului Olza. Curge prin regiunea Moravia-Silezia și are o lungime de 17,6 kilometri (10,9 mi).

## Etimologie
Numele său este derivat din cuvântul slav lom, care are sensul de „întoarcere”, „îndoire”, dar și mai devreme de „zăngănit”, „bubuitură”. Numele său a fost menționat pentru prima dată în anul 1592.

## Geografie

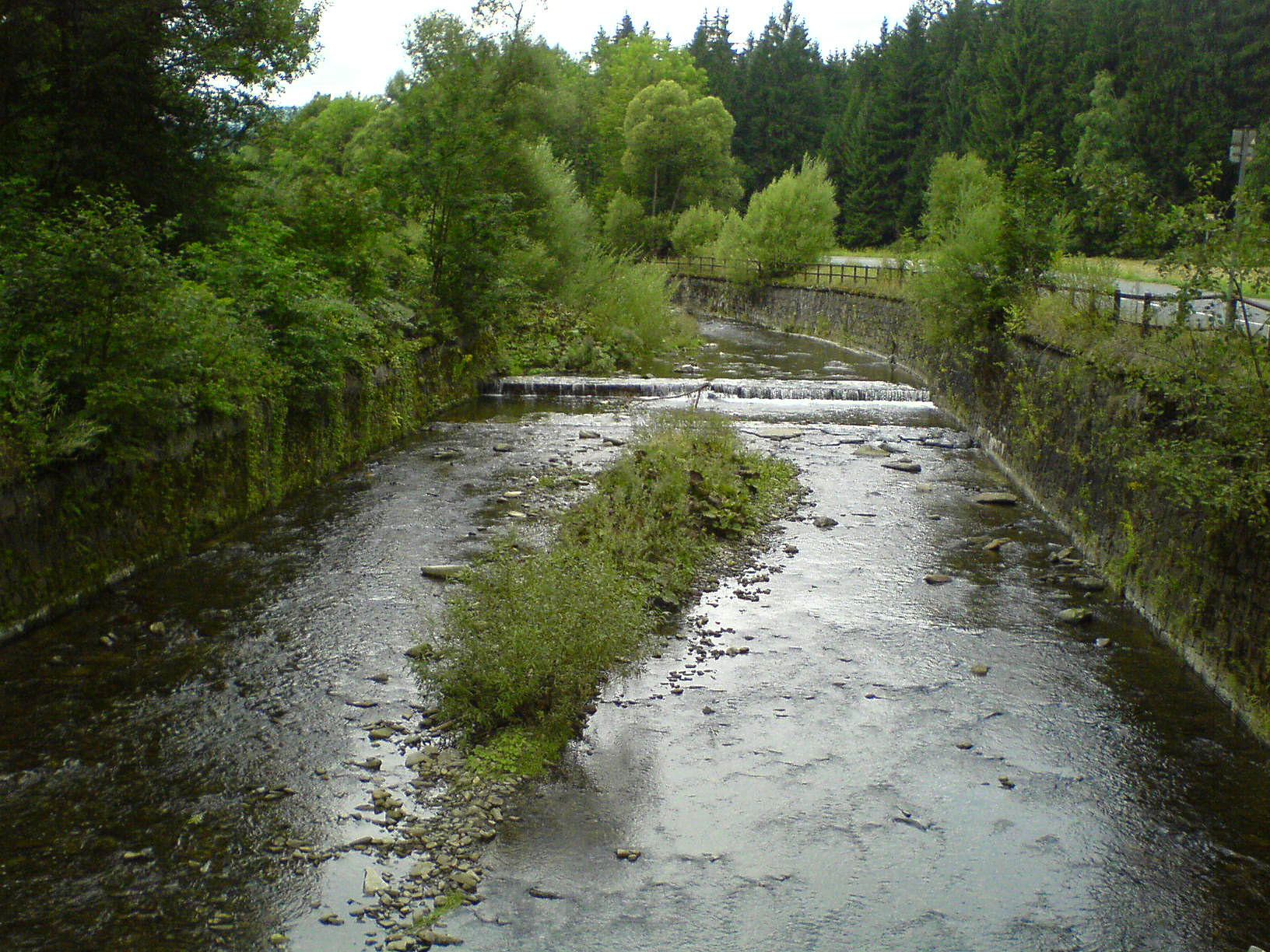
Lomná în

Lomná își are izvorul pe teritoriul comunei Horní Lomná⁠(d) în Munții Beschizi (Beskydy) Moravia-Silezia (în cehă: Moravsko-sliezske Beskydy), la o altitudine de 973 m (3.192 ft) și curge spre Jablunkov, unde se varsă în râul Olza la o altitudine de 380 m (1.250 ft). Are o lungime de 17,6 kilometri (10,9 mi). Bazinul său hidrografic are o suprafață de 70,6 kilometri pătrați (27,3 mi2), iar debitul mediu la gura de vărsare este de 1,34 m³/s.
Cei mai lungi afluenți ai râului Lomná sunt:
| Nume afluent | Lungime (km) | Afluent de |
| ------------ | ------------ | ---------- |
| Ošetnice     | 9,3          | dreapta    |
| Jestřabí     | 4,6          | dreapta    |

## Curs
Râul curge prin teritoriile comunelor Horní Lomná⁠(d), Dolní Lomná⁠(d), Mosty u Jablunkova⁠(d), Bocanovice⁠(d) și Jablunkov.

## Natură
Cea mai mare parte a râului curge prin aria protejată peisagistică Beskydy.
Printre speciile protejate de pești care trăiesc în râu se numără boișteanul comun și zglăvoaca răsăriteană. O parte a râului este terenul de vânătoare al vidrei eurasiatică (Lutra lutra), care este protejată și în Cehia. Alte specii protejate: Aconitum firmum subsp. moravicum, Buxbaumia viridis⁠(d), izvoraș-cu-burta-galbenă (Bombina variegata⁠(d)), Triturus montandoni, lupul (Canis lupus), râs eurasiatic (Lynx lynx), liliac comun (Myotis myotis⁠(d)), urs brun (Ursus arctos), Carabus variolosus⁠(d), Cucujus cinnaberinus, gândacul de apă (Rhysodes sulcatus), Unio crassus⁠(d).